# Bianchi
För andra betydelser, se Bianchi (olika betydelser).

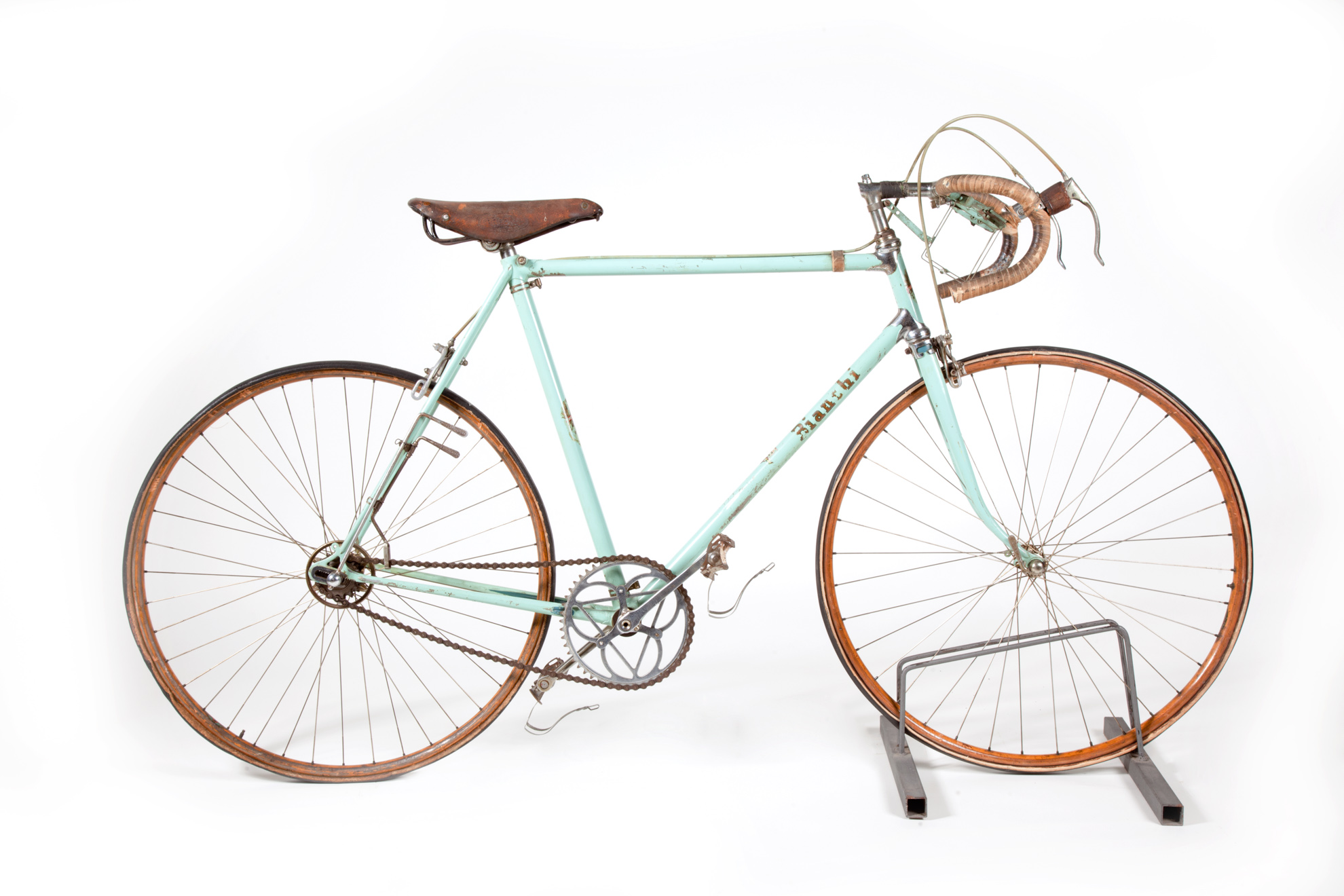
Bicicletta Bianchi 1950-1952.
Museo scienza e tecnologia Milano.
Lägg märket till växelföraren till bakdreven.

Bianchi (F.I.V. Edoardo Bianchi S.p.A), italiensk cykeltillverkare, ingår idag i Cycleurope. Bolaget grundades 1885 av Edoardo Bianchi som cykeltillverkare och tillverkade även motorcyklar 1897–1967.
Bianchi tillverkade även bilar, från 1957 under namnet Autobianchi tillsammans med Fiat och Pirelli. Från 1969 ingick Autobianchi helt i Fiatkoncernen.
Bianchi köptes av Piaggio 1980 och 1987 övertog Piaggio genom Bianchi Puch. Sedan 1997 ingår Bianchi i Cycleurope som ägs av Salvatore Grimaldi.